# Togoland

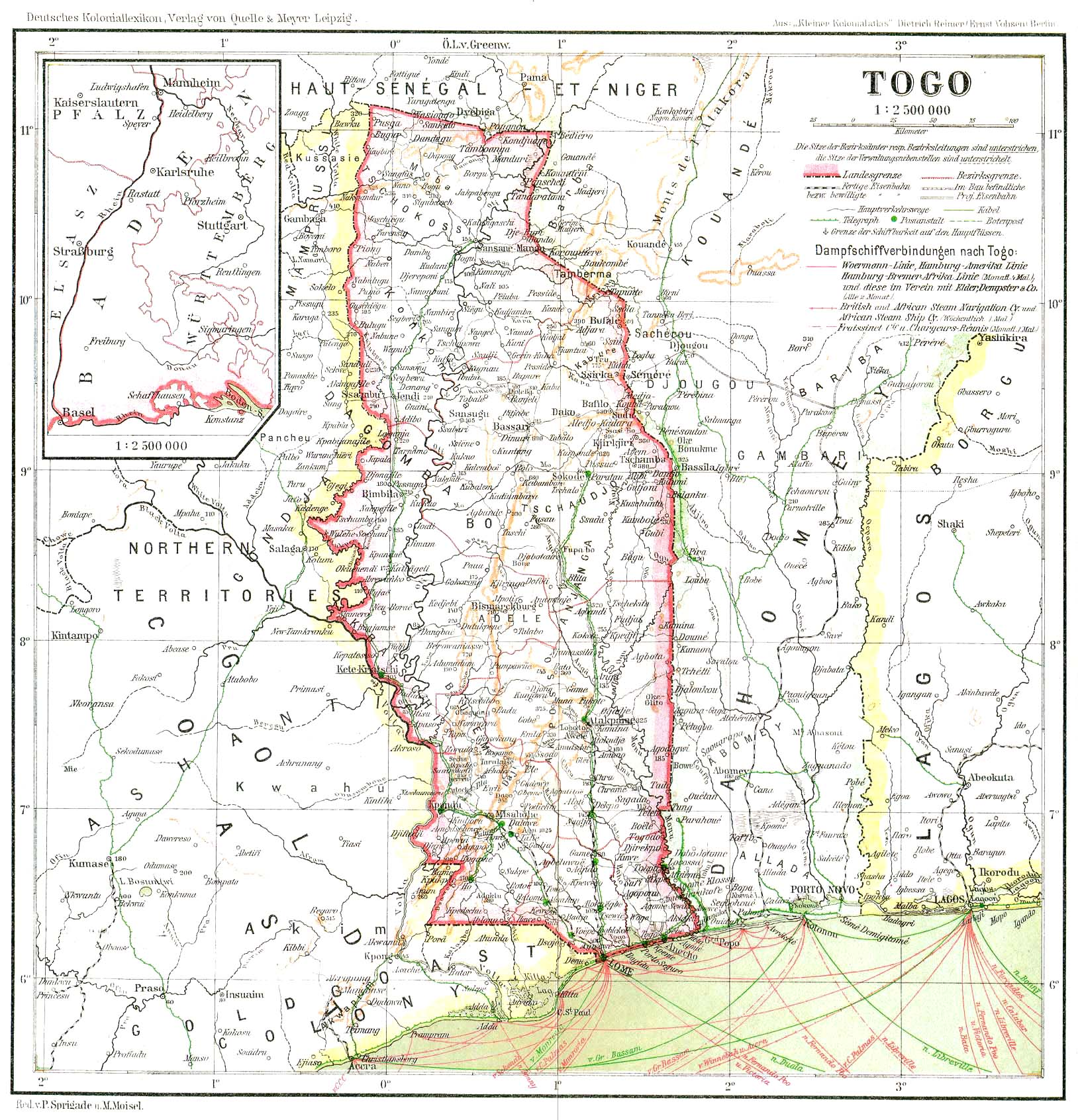
Togo in 1905

Togoland (vanaf 1905 Togo) (Duits: Deutsche Kolonie/Schutzgebiet Togo) was tussen 1884 tot 1914 een kolonie van Duitsland, in de hedendaagse Afrikaanse landen Togo en Ghana. De kolonie werd officieel Duits bezit bij de ondertekening van een verdrag in Togoville door Gustav Nachtigal en enkele lokale stamhoofden. Volgens dit verdrag kregen de Duitsers een stuk gebied langs de kust als protectoraat. De Duitse invloed verspreidde zich langzamerhand landinwaarts.
Togoland was de enige zichzelfbedruipende Duitse kolonie, en werd daarom vaak gezien als een modelbezit, zowel in binnen- als buitenland.
Tijdens de Eerste Wereldoorlog werd Togoland binnengevallen door Franse en Britse troepen. De kolonie, die militair niet veel voorstelde, capituleerde vlug. Na de oorlog werd Togo een mandaatgebied van zowel Frankrijk (Frans-Togoland) als het Verenigd Koninkrijk (Brits-Togoland). Na de Tweede Wereldoorlog werd Togo een trustschap, nog altijd geregeerd door zowel Frankrijk als het VK. Tijdens deze periode werd het westelijke gedeelte bestuurd vanuit de Britse Goudkust. In 1956 stemden de inwoners van Brits-Togoland om zich bij de Britse Goudkust te voegen. Dit werd een jaar later de onafhankelijke staat Ghana. Frans-Togoland werd een autonome republiek binnen de Franse unie in 1955, maar bleef zijn status als trustschap behouden. Deze situatie bleef zo tot 27 april 1960, toen het land al zijn banden met Frankrijk verbrak, en het land volledig onafhankelijk werd als Togo.

## Gouverneurs van Duits Togoland
- 1884: Gustav Nachtigal (rijkscommissaris voor West-Afrika)
- 1884-1885: Julius von Soden (hoofdcommissaris voor Togoland)
- 1885-1887: Ernst Falkenthal (commissaris voor Togoland)
- 1887-1888: Jesko von Puttkamer (plaatsvervangend)
- 1888-1891: Eugen von Zimmerer
- 1891-1892: geen
- 1892-1895: Jesko von Puttkamer (commissaris voor Togoland, sinds 1893 met de titel Landeshauptmann)
- 1895-1902: August Köhler (sinds 1898 met de titel gouverneur)
- 1902-1903: Waldemar Horn (gouverneur)
- 1904-1910: Johann Nepomuk von Zech auf Neuhofen (gouverneur)
- 1910-1912: Edmund Brückner (gouverneur)
- 1912-1914: Adolf Frederik van Mecklenburg (gouverneur)
- 1914: Hans-Georg von Doering (plaatsvervangend)